# Дерцен
Дерцен (укр. Дерцен) — село в Мукачевской городской общине Мукачевского района Закарпатской области Украины.
Население по переписи 2001 года составляло 2793 человека. Почтовый индекс — 89671. Телефонный код — 3131. Занимает площадь 3,338 км². Код КОАТУУ — 2122782001.

## История

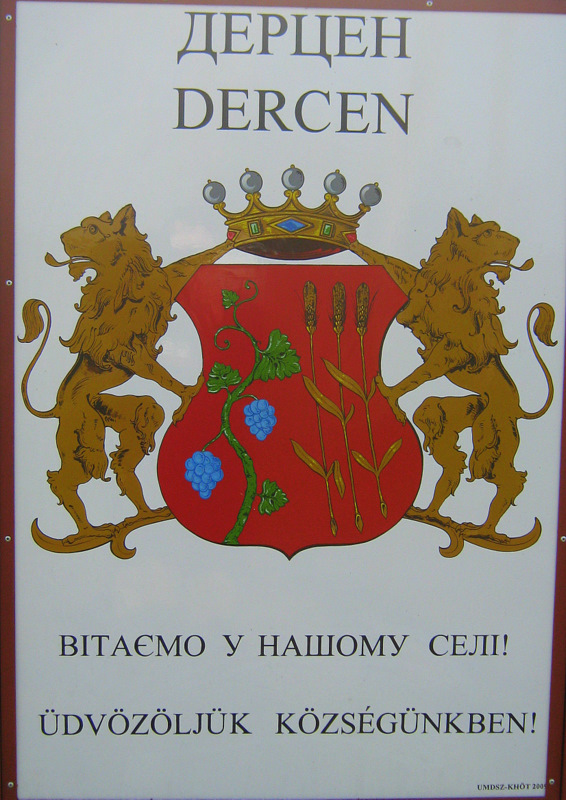
Герб с. Дерцен при въезде в село

В 1995 г. селу возвращено историческое название